# Vittorio Bodini
Vittorio Bodini (Bari, 6 de enero de1914 - Roma, 19 de diciembre de 1970) fue un importante poeta, crítico y traductor italiano, especialista en literatura española.

## Biografía
Vittorio Bodini nació en Bari, pero fue llevado de inmediato a Lecce. A los 18 años fundó un grupo futurista. En 1937 se inscribió en la Facultad de Letras de Florencia, donde se licenció en 1940. Allí se hizo amigo de Mario Luzi, Alessandro Parronchi y Piero Bigongiari. Regresó a Lecce, con el crítico literario Oreste Macrì y especialista en Machado. Se ocupó de la tercera página de "Vedetta Mediterranea"; luego colaboró en la revista Letteratura, donde publicaría las primeras poesías (futuristas, con mucha luz del sur). 
Asimismo se adhirió al movimiento político "Giustizia e Libertà", y se incluyó análogamente en "Libera Voce".
En 1946 se traslada a España, como lector de italiano. Regresa a los cuatro años, en 1950, a Lecce. Dos años después logra la cátedra de Literatura española en la Universidad de Bari. En 1954 funda Esperienza Poetica, que durará dos años. En los últimos diez años se trasladó a Roma, donde muere en 1970.
Fue uno de los mayores intérpretes y traductores italianos de la Literatura española, por ejemplo de Miguel de Cervantes, Francisco de Quevedo, Federico García Lorca, Rafael Alberti o Pedro Salinas, que tradujo para Giulio Einaudi Editore. Sus estudios son modélicos: sobre el Barroco, Luis de Góngora o el surrealismo español.

## Obras

### Ensayo
- I poeti surrealisti spagnoli, Turín, Einaudi, 1957. Los poetas surrealistas españoles, Barcelona, Tusquets, 1981.
- Sul Barocco di Luis de Góngora, Roma, 1964.

### Poesía
- La luna dei Borboni (1952)
- Dopo la luna (1956)
- Metamor (1967)
- Poesie (1972)